# Kumiya
Els Kumiya foren una de les principals la tribus del Magrib a l'edat mitjana. Antigament s'anomenava Satfura i el seu ancestre tradicional fou Madghis al-Abtar a través de Fatin. L'ancestre epònim fou Kumiya, que tenia dos germans, Lemaya i Matghara.
En aquesta tribu, al nord-oest de la moderna Algèria, va néixer el primer califa almohade Abd-al-Mumin (nascut a Tadjera). Després de donar fort suport als almohades, van ser sotmesos pels zenates, i una part es va unir a un altre grup, els ulhasa, que van formar sempre al nord-oest de la moderna Algèria la confederació dels Trara.
Modernament alguns dels descendents dels Kumiya (con els Bani Abid, els Nedroma, els Matgira descendents dels Saghara, i els Banu Hul) ocupen el nord-oest d'Algèria a la zona de Tlemcem.